# Ireland for Europe
Ireland for Europe ist eine Nichtregierungsorganisation, die nach dem Scheitern des irischen Referendums zum Vertrag von Nizza gegründet wurde und sich für die Ratifizierung des Vertrags von Lissabon einsetzte.

## Zwei Kampagnen
Die erste Kampagne von Ireland for Europe wurde zunächst unter dem Vorsitz von Adrian Langan, seit Oktober 2001 dann von Ciarán Toland geführt. Später leiteten Michelle O’Donnell (Sekretär) und Kevin Byrne (Kampagnendirektor) das Team. Im August 2002 trat Ireland for Europe der Irish Alliance for Europe bei. Ende 2002 stellte es seine Aktivitäten ein.
Im Juni 2009 wurde eine neue Organisation gleichen Namens mit Pat Cox als Kampagnendirektor gegründet. Ihr Ziel war die positive Beeinflussung des am 2. Oktober 2009 durchgeführten zweiten irischen Referendums zum Vertrag von Lissabon. Hierfür trat Cox von seiner Position als Präsident der Europäischen Bewegung International bis zum Kampagnenende zurück. Ireland for Europe war die größte unter den zahlreichen Bürgergruppen, die für den Vertrag warben, und hatte namhafte Unterstützer wie den Literatur-Nobelpreisträger Seamus Heaney und den U2-Gitarristen The Edge. Das Referendum im Oktober 2009 endete mit einer Zustimmung von 67,1 % zum Vertrag von Lissabon.